# Geronimo l'Apache
Geronimo l'Apache est le 26e album de la série Blueberry édité par Dargaud éditeur en 1999. C'est la suite directe de l'album Ombres sur Tombstone.

## Résumé
Clum, le propriétaire du Tombstone Epitaph, est enlevé par les hommes de Geronimo. Celui-ci lui demande de négocier sa reddition auprès de l'armée et nie être derrière l'attaque du convoi d'argent, qu'il sait être l'œuvre des Clanton. En repartant, Clum surprend ceux-ci en compagnie de Strawfield, avec qui ils ont planifié l'attaque. Auparavant, celui-ci, accompagné du tueur Johnny Ringo, leur a reproché les morts et a exigé qu'ils se débarrassent des Earp, en leur tendant un piège au ranch OK Corral.
Pendant ce temps, à Tombstone, Wyatt Earp, après avoir mené l'autopsie des victimes de l'attaque, confirme ses soupçons lorsque lors d'une partie de poker, le jeune Billy Parker lui cède un éperon trouvé dans la diligence, ce qui permet au jeune journaliste de gagner la partie malgré son inexpérience. Blueberry, toujours convalescent, raconte à Campbell la suite de son histoire : vaincu en combat singulier par Geronimo, il est épargné sur insistance de celui-ci, convaincu par une vision de l'importance de le laisser vivre. Ils sont surpris par les hommes du capitaine Noonan, qui capturent certains des Apaches, dont Geronimo. Le soir, arrivé à Fort Mescalero, le lieutenant Blueberry se bat avec le sergent ayant achevé les blessés, et frappe le capitaine Noonan ; il est mis aux arrêts avec les prisonniers indiens.